# Verwaltungsgemeinschaft Hörnergruppe
Die Verwaltungsgemeinschaft Hörnergruppe im schwäbischen Landkreis Oberallgäu besteht seit der Gemeindegebietsreform.

## Gründung
Die Verwaltungsgemeinschaften wurden in Bayern im Rahmen des Ersten Gesetzes zur Stärkung der kommunalen Selbstverwaltung vom 27. Juli 1971 (GVBl S. 247) eingeführt. Die Hörnergruppe wurde mit Wirkung ab 1. April 1973 – und damit als erste Verwaltungsgemeinschaft – aufgrund dieses Gesetzes errichtet. Vier Gemeinden (noch ohne Balderschwang) hatten sich freiwillig zusammengeschlossen.

## Mitgliedsgemeinden
Der Verwaltungsgemeinschaft gehören an:
1. Balderschwang, 248 Einwohner, 41,74 km²
2. Bolsterlang, 979 Einwohner, 20,37 km²
3. Fischen i.Allgäu, 2957 Einwohner, 13,57 km²
4. Obermaiselstein, 964 Einwohner, 25,01 km²
5. Ofterschwang, 1935 Einwohner, 19,56 km²

## Sitz
Sitz der Verwaltungsgemeinschaft ist Fischen im Allgäu.